# Горшем (Пенсільванія)
Горшем (англ. Horsham) — переписна місцевість (CDP) в США, в окрузі Монтгомері штату Пенсільванія. Населення — 15 193 особи (2020).

## Географія
Горшем розташований за координатами 40°10′57″ пн. ш. 75°8′19″ зх. д. / 40.18250° пн. ш. 75.13861° зх. д. (40.182544, -75.138657).  За даними Бюро перепису населення США в 2010 році переписна місцевість мала площу 14,17 км², уся площа — суходіл.

## Демографія
Згідно з переписом 2010 року, у переписній місцевості мешкали 14 842 особи в 5868 домогосподарствах у складі 3925 родин. Густота населення становила 1048 осіб/км².  Було 6159 помешкань (435/км²).
Расовий склад населення:
| - 86,5 % — білих - 5,8 % — азіатів - 4,7 % — чорних або афроамериканців - 0,2 % — корінних американців - 0,1 % — вихідців з тихоокеанських островів - 1,2 % — осіб інших рас |

До двох чи більше рас належало 1,6 %. Частка іспаномовних становила 3,5 % від усіх жителів.
За віковим діапазоном населення розподілялося таким чином: 21,7 % — особи молодші 18 років, 65,2 % — особи у віці 18—64 років, 13,1 % — особи у віці 65 років та старші. Медіана віку мешканця становила 40,3 року. На 100 осіб жіночої статі у переписній місцевості припадало 93,2 чоловіків;  на 100 жінок у віці від 18 років та старших — 92,0 чоловіків також старших 18 років.
Середній дохід на одне домашнє господарство  становив 88 023 долари США (медіана — 69 160), а середній дохід на одну сім'ю — 105 517 доларів (медіана — 94 511). Медіана доходів становила 52 727 доларів для чоловіків та 47 024 долари для жінок. За межею бідності перебувало 2,4 % осіб, у тому числі 0,0 % дітей у віці до 18 років та 2,3 % осіб у віці 65 років та старших.
Цивільне працевлаштоване населення становило 8541 особа. Основні галузі зайнятості: освіта, охорона здоров'я та соціальна допомога — 24,5 %, роздрібна торгівля — 13,6 %, виробництво — 13,6 %.